# Kyrkotextilier

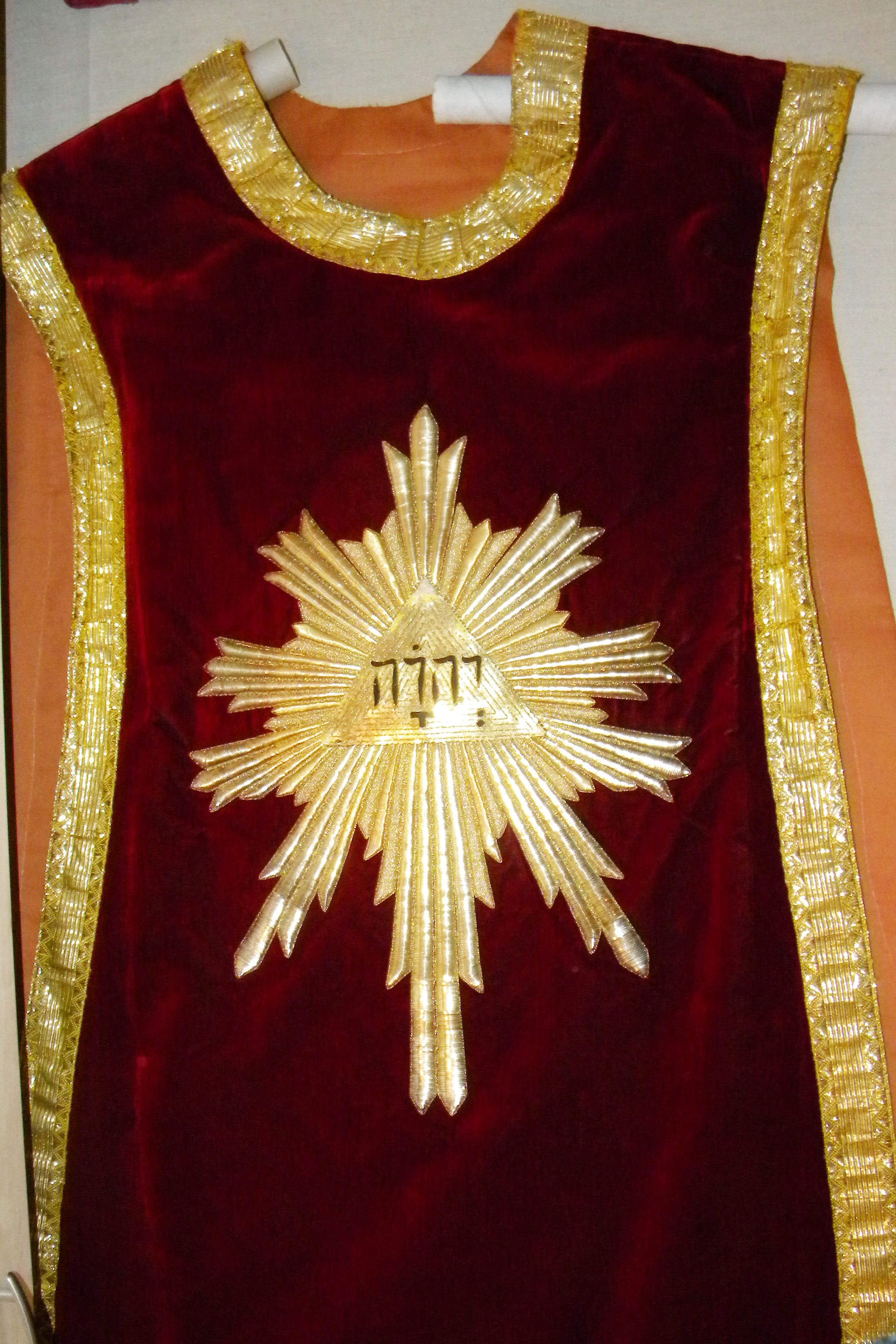
Mässhake från Solberga kyrka utanför Kungälv

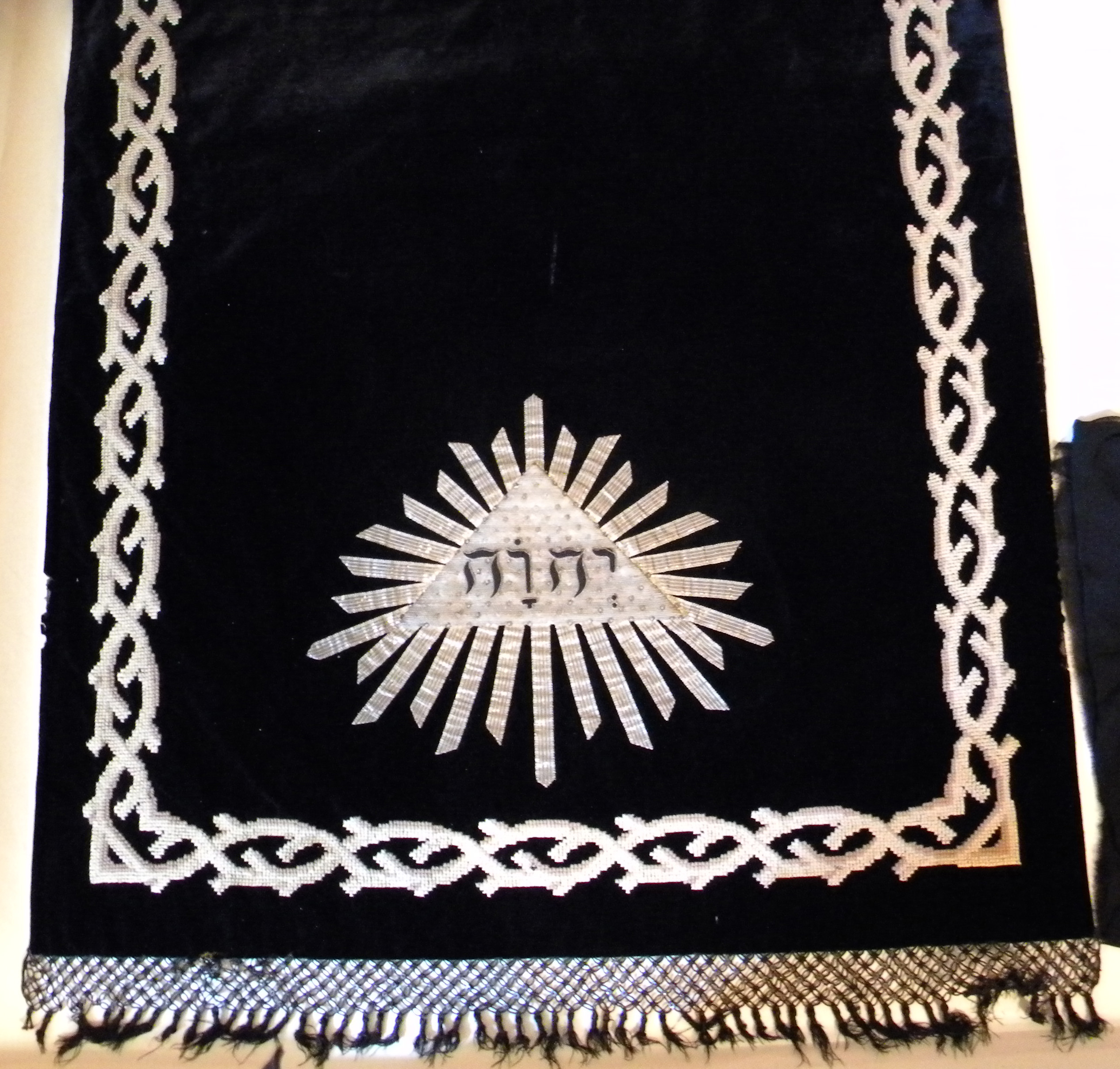
Predikstolskläde från Veinge kyrka utanför Laholm

Kyrkotextilier eller parament är de textila föremål som används vid gudstjänst och i en kyrkas inredning. Kunskap om kyrkotextil och dess tillverkning benämnes paramentik. 
Till kyrkotextilen hör liturgiska kläder som mässhakar och stolor, detaljer för kyrkoinredning som antependium och altarbrun, och textilier för bruk vid nattvarden som  kalkduk (velum) och corporale.
Kyrkotextilerna har en lång och traditionsrik historia med flitigt använd symbolik i bildspråket. Särskilt de liturgiska plaggen brukar finnas i flera uppsättningar, med olika liturgiska färger avsedda för olika delar av kyrkoåret.
Ansvaret för kyrkotextiliernas vård och förnyelse åligger en av kyrkvärdarna, även om det praktiska omhändertagandet i större församlingar sker av anställd personal. Men den förteckning över kyrkans inventarier som skall upprättas är det den utsedde kyrkvärden som skall underteckna vad avser textilierna. Eftersom många av textilierna används under väldigt långa tidsepoker blir vården och tillgången till "liggande förvaring" och rätt luftfuktighet särskilt viktig. Textilier i fuktiga kyrkor angrips lätt av mögel som dels bryter ner och förstör textilierna, dels kan utgöra en hälsofara. 
Liksom övriga inventarier i kyrkan är textilierna skyddade av Kulturmiljölagen. Det innebär att de inte får repareras, förändras eller flyttas från den plats där de sedan gammalt hör hemma utan att tillstånd ges från Länsstyrelsen. Om något är trasigt eller smutsigt ska föremålet lämnas till en textilkonservator. Det gäller dock inte så kallade förbrukningstextilier, som till exempel albor och servetter som församlingen själva sköter. En konservator kan också hjälpa till med inventering och upprättande av vård- och underhållsplan.